# Gregorio Mayo
Gregorio Mayo (Buenos Aires, 25 de mayo de 1853 - Rawson, 23 de agosto de 1928) fue un colono, agricultor y político argentino que se desempeñó como primer intendente de la ciudad de Rawson, capital de la provincia argentina del Chubut, entre 1900 y 1907. Participó de la expedición de Los Rifleros del Chubut, realizada en 1884 para el reconocimiento de las tierras occidentales del Territorio Nacional del Chubut.

## Biografía

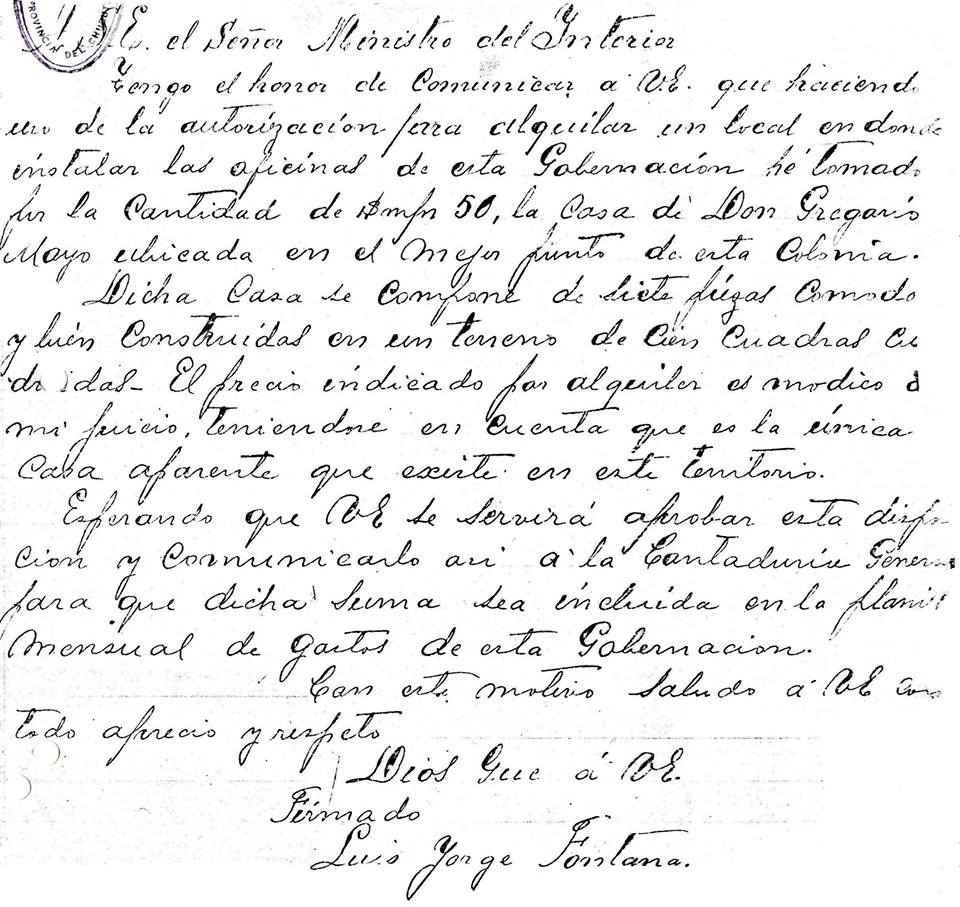
Carta de Fontana al Ministerio del interior informando sobre la casa de Mayo.

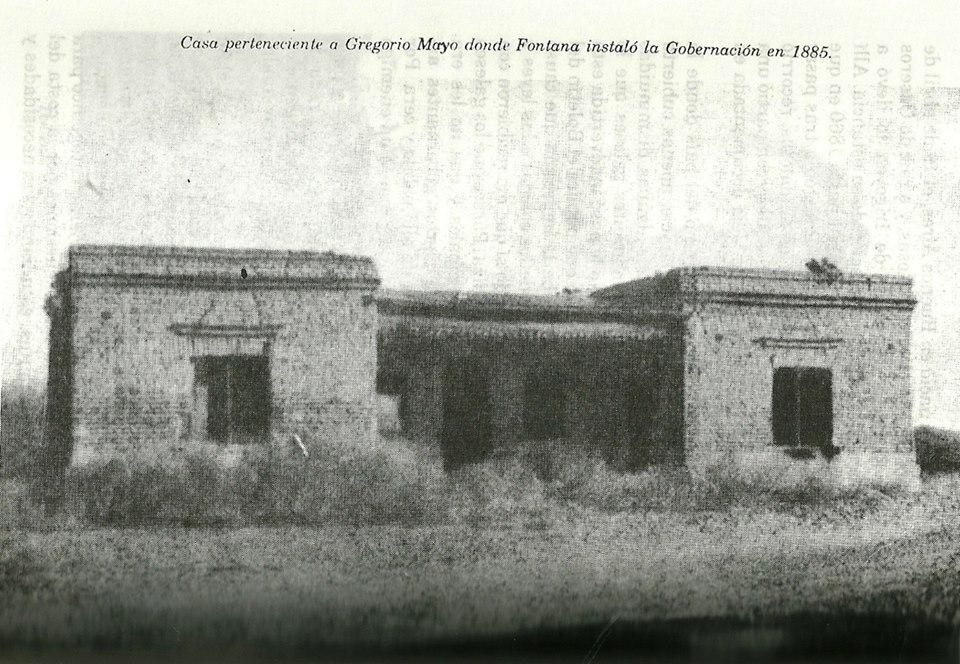
Casa de Mayo en Rawson, donada por él a la gobernación del Chubut.

Nació en Buenos Aires, siendo hijo de Juan Bautista Mayo y Ciriaca García. Gregorio se instaló en el valle inferior del río Chubut años después de iniciada la colonización galesa, en 1879 proveniente de Carmen de Patagones. Se casó y tuvo dos hijos, a quienes debió cuidar viudo luego de que su esposa se cayera y ahogara en el río Chubut. Contaba con un tambo y ayudaba con alimentos a los primeros pobladores del área.
En la década de 1880 formó parte de una comisión de tierras junto con John Murray Thomas y Juan Finochietto. En 1885 fue designado por el primer gobernador Luis Jorge Fontana, junto a Thomas, como oficial ayudante del gobernador para la organización de la Compañía de Rifleros del Chubut, integrada por 30 hombres. Durante el viaje, el 11 de enero de 1886 Mayo descubrió un río con aguas torrentosas. Al acercarse se cayó a él, siendo socorrido por tehuelches del cacique Keltchamn, evitando su muerte. Ese río fue bautizado con su nombre.
Luego de 1885, Mayo dona su casa en las cercanías de Rawson para la primera sede de la gobernación del Territorio Nacional del Chubut creada en 1884 por el gobierno argentino. Fontana envía una carta al Ministro del Interior Bernardo de Irigoyen, informando:

[...] haciendo uso de la autorización para alquilar un local en donde instalar las oficinas de esta gobernación, hé tomado por la cantidad de $ m/n 50, la casa de Don Gregorio Mayo ubicada en el mejor punto de esta Colonia. Dicha casa se compone de siete piezas cómodas y bien construidas en un terreno de cien cuadras cuadradas. El precio indicado por alquiler es módico a mi juicio, teniéndose en cuenta que es la única casa aparente que existe en este territorio. [...]

El 5 de octubre de 1888 ocurre una reunión para crear la primera Comisión Municipal de Rawson donde se elige como presidente a Gregorio Mayo, siendo acompañado en la comisión por otros cuatro miembros. Tenía 35 años de edad. En noviembre de 1899 vuelve a ser electo como presidente del Consejo Municipal, sucediendo a Murray Thomas, y a fines de 1900 adquiere el cargo de intendente de hasta 1907, siendo sucedido por Alejandro Conesa. También fue concejal y estuvo a cargo de la Receptoría de Rentas.
En marzo de 1893 participa en una exposición agrícola ganadera en Trelew destacándose su lote por la cantidad y calidad de sus verduras. Su chacra era una de las más productivas del valle.
Falleció en Rawson en marzo de 1928 a los 75 años de edad.

## Homenajes
Mayo es un topónimo muy presente en la provincia del Chubut. Además del río, fue homenajeado con el nombre de la Ciudad de Río Mayo, la localidad de Alto Río Mayo y el cerro Mayo. También llevan el nombre Mayo un barrio de Rawson, una formación geológica y dos desaparecidos departamentos de la Zona Militar de Comodoro Rivadavia existentes entre 1944 y 1955.